# Ісаак Миколай Ісакович
Ісаак Миколай Ісакович (пол. Izaak Mikołaj Isakowicz; 6 червня 1824, Лисець — 29 квітня 1901, Львів) — архієпископ львівський Вірменської католицької церкви, філантроп, письменник, богослов.

## Життєпис
Походив зі шляхетської вірменської родини, що виводила своє походження з Семигороду. Син Самуеля і Рипсими з дому Словацька. Після закінчення середньої школи в Станиславові в 1844 року вступив до Вищої духовної семінарії у Львові. Висвячений на священника в 1848 році вірменським архієпископом Самуелем Стефановичем. Вікарій у Тисмениці (1848—1849), вікарій в Станиславові (1849—1861), капелан-експозит в Сучаві на Буковині (1861—1865), парох і кустош марійського санктуарію в Станиславові (з 1865 року), почесний канонік вірменської капітули у Львові (з 1871), декан в Станиславові з 1877 року, одночасно адміністратор у Тисмениці (від 1881).
Після смерті архієпископа Григорія Йосифа Ромашкана вірменське духовенство обрало його 12 січня 1882 року на архієпископа, номінований 19 березня цісарем Францом Йосифом І, потверджений 3 липня Папою Левом ХІІІ, хіротонізований 28 серпня 1882 року краківським єпископом Альбіном Дунаєвським.
Помер 29 квітня 1901 року у Львові, похований на Личаківському цвинтарі.